# Stigma (samfund)
 For alternative betydninger, se Stigma. (Se også artikler, som begynder med Stigma)
Stigma er udtryk for et flertals misbilligelse af en person eller en gruppe, der adskiller sig fra eller har normer som adskiller sig flertallets. Den/de stigmatiserede vil af flertallet være mærket som mere eller mindre uønskede.
Et berømt eksempel er fra 1999 hvor daværende socialdemokratiske statsminister Poul Nyrup Rasmussen stigmatiserede Dansk Folkeparti og deres vælgere ved at udtale: ".. stuerene, det bliver I aldrig!
Stigmatisering er bl.a. set i sammenhæng med sygdomme, såsom i psykiatrien, ved funktionelle lidelser mm. Denne stigmatisering kan skyldes mediernes fremstillelse af bl.a. skizofrene som f.eks. mordere på baggrund af enkelte tilfælde.